# Podolí (Vsetín)
Podolí (in tedesco Podol) è un comune della Repubblica Ceca facente parte del distretto di Vsetín, nella regione di Zlín.